# طابع تجاري
الطوابع التجارية هي طوابع ورقية صغيرة يمنحها التجار للعملاء في برامج الولاء التي تسبق بطاقة الولاء الحديثة. تشبه بطابعها قسائم متاجر التجزئة التي تم إصدارها، كان لهذه الطوابع قيمة نقدية لاتذكرتبلغ بضعة ميل (ألف جزء من الدولار) بشكل فردي، ولكن عندما يقوم العميل بتجميع عدد منها، يمكن استبدالها مع شركة الطوابع التجارية (عادةً مصدر الطوابع من طرف ثالث) لأقساط التأمين، مثل الألعاب والأغراض الشخصية والأدوات المنزلية والأثاث والأجهزة.

## تاريخ

### أصلها
بدأت ممارسة تجار التجزئة في إصدار الطوابع التجارية في عام 1891 في متجر البيع بالتجزئة شوستر، ويسكونسن. في البداية، كانت الطوابع تُمنح فقط للعملاء الذين دفعوا ثمن مشترياتهم نقدًا كمكافأة لعدم القيام بعمليات شراء بالدين.  سرعان ما نسخ تجار التجزئة الآخرون ممارسة إعطاء طوابع تجارية يمكن استبدالها في متجر المُصدر. ومن الأمثلة على ذلك شركة ال اتش باركي، وهي شركة مصنعة وموزعة للمنتجات الغذائية في فيلادلفيا وبيتسبرغ، والتي تضمنت القهوة والشاي والتوابل إلى جانب السلع المعلبة. تم تاسيس برنامج طوابع تجارية في عام 1895 تحت اسم باركيرز بلو للطوابع التجاريه للعملاء الذين اشتروا منتجات باركي في متاجر البقالة في بنسلفانيا ونيوجيرسي. كان البرنامج ناجحًا. أنشأت باركي صالات عرض في مباني المقرات الرئيسية في فيلادلفيا وبيتسبرغ حيث يمكن للعملاء التسوق والحصول على السلع الممتازة.

### شركات الطوابع

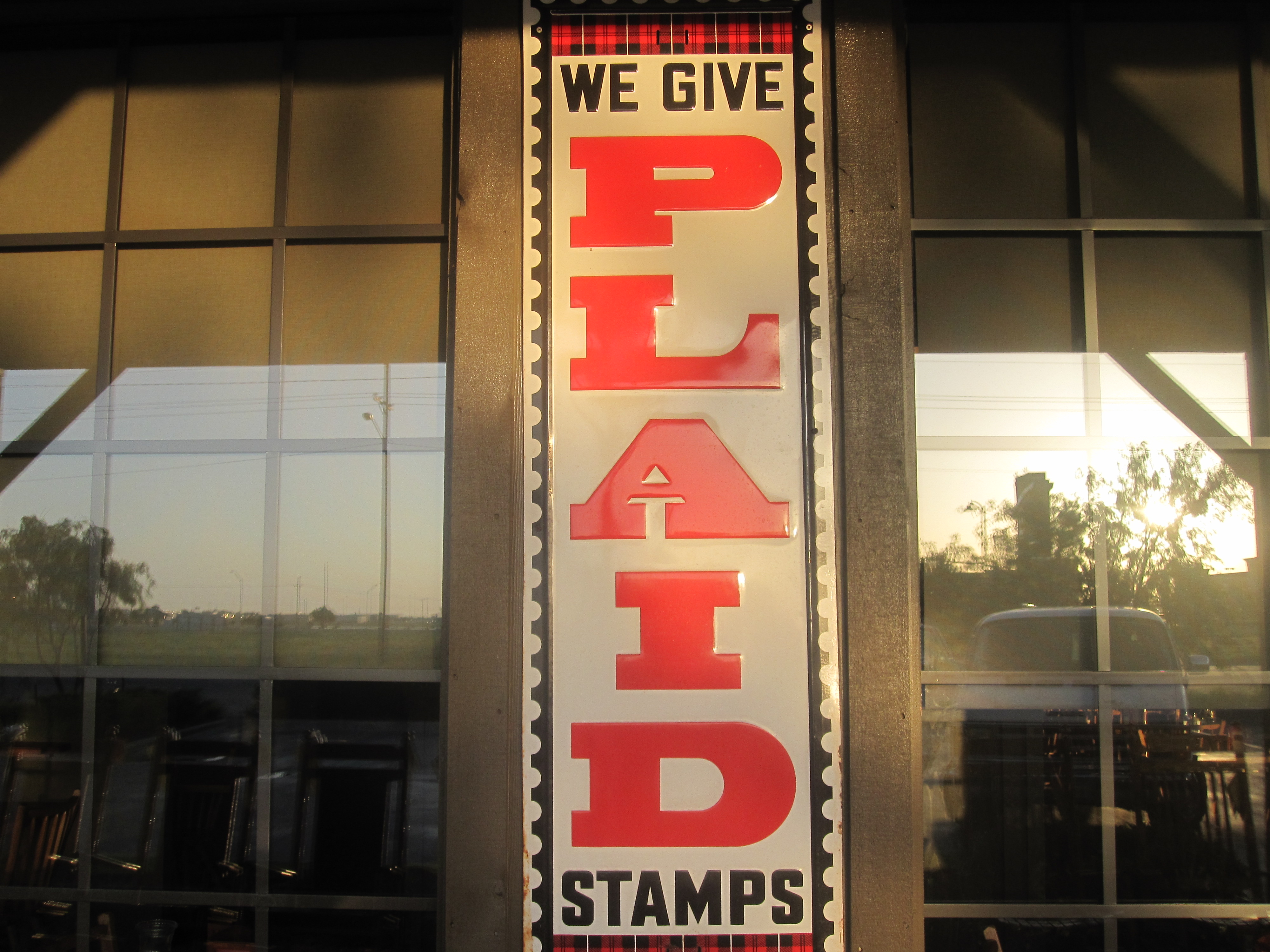
علامة Plaid Stamps في مطعم Cracker Barrel في لوبوك ، تكساس

في عام 1896، تم إنشاء شركة سبيري اند هوتشينسون كشركة طوابع تجارية مستقلة في الولايات المتحدة. بحلول عام 1957، كان هناك ما يقرب من 200 شركة طوابع تجارية تعمل.  عادةً ما يدفع التجار لشركة طوابع تجارية خارجية مقابل الطوابع، ثم يعلنون أنهم يقدمون طوابع تجارية مع عمليات الشراء.  كان كبار تجار التجزئة يُمنحون عادةً خصمًا على الطوابع بينما كان على تجار التجزئة الصغار عمومًا دفع التكلفة الكاملة لاعتماد برنامج الطوابع التجارية. كان القصد من ذلك جعل العملاء مخلصين للمتجر، حتى يستمروا في التسوق هناك للحصول على طوابع كافية لاسترداد البضائع.  كان العملاء يملأون الدفاتر بالطوابع، ويأخذونها إلى مركز استرداد شركة الطوابع التجارية لاستبدالها بأقساط.  يمكن أيضًا إرسال الدفاتر إلى شركة الطوابع التجارية مقابل سلع ممتازة عبر الطلبات البريدية للكتالوجات.  مثال على قيمة طوابع التجارة سيكون خلال السبعينيات والثمانينيات حيث كان السعر المعتاد الذي يصدره المورد طابعًا واحدًا لكل 10 سنتات من البضائع المشتراة. من اجل ملئ الدفتر الواحد يتطلب ما يقرب من 1200 طابع لملئه، أو ما يعادل 120.00 دولارًا أمريكيًا في المشتريات.
في حين أن إحدى العلامات التجارية الأكثر شهرة للطوابع التجارية في الولايات المتحدة كانت اس اند اتش للطوابع، والمعروفة بشكل غير رسمي باسم «الطوابع الخضراء»، تضمنت العلامات التجارية الكبيرة الأخرى توب فاليو للطوابع وقولد بوند للطوابع وبليد للطوابع وبلو تشيب ستامب وكواليتي ستامب وبوكانير للطوابع وقولد سترايك للطوابع.    تم تقديم تيكساس قولد للطوابع في تكساس بشكل أساسي من خلال سلسلة متاجر بقالة اتش أي بي، وطوابع مانهالو في هاواي.

#### النمو والانحدار
نما استخدام الطوابع التجارية مع انتشار سلسلة محطات البنزين في أوائل العقد الأول من القرن العشرين والصناعة الجديدة التي كانت آنذاك لسلسلة المتاجر الكبرى في عشرينيات القرن الماضي. وجد التجار أنه من الأكثر ربحية منحها لجميع العملاء بدلاً من النقد فقط للعملاء. أثيرت التحديات القانونية المتعلقة باستخدام طوابع التجارة في العديد من الولايات القضائية في جميع أنحاء الولايات المتحدة ولكن غالبًا ما تم إسقاطها.   كرهت بعض المجموعات التجارية تجارة الطوابع وعملت بنشاط لحظرها في مناطقها. بعد الحرب العالمية الثانية، توسع استخدام طوابع التجارة عندما بدأت المتاجر الكبرى في إصدارها. بحلول عام 1957، قُدر أن ما يقرب من 250.000 منفذ بيع بالتجزئة كانوا يصدرون طوابع تجارية، مع ما يقرب من ثلثي الأسر الأمريكية يحتفظون بالطوابع التجارية. خلال هذا الوقت، كان لدى شركات الطوابع التجارية ما بين 1400 - 1600 مركز بيع بالتجزئة حيث يمكن للمستهلكين استبدال طوابعهم مقابل سلع استهلاكية.  في أوائل الستينيات، تفاخرت شركة اس اند اتس للطوابع بأنها تطبع عددًا من الطوابع سنويًا أكثر من عدد الطوابع البريدية التي طبعتها حكومة الولايات المتحدة.  في عام 1968، تم الإبلاغ عن بيع أكثر من 900 مليون دولار من الطوابع في الولايات المتحدة. 
في أوائل السبعينيات، بدأ استخدام الطوابع التجارية في الانخفاض. توقفت محطات خدمة البنزين عن تقديمها بسبب أزمة الطاقة التي حدثت وبدأت العديد من المتاجر الكبرى في إنفاق المزيد من الأموال للإعلان عن أسعار أقل بدلاً من إصدار طوابع.     خلال الثمانينيات كان هناك انتعاش قصير في شعبية تجارة الطوابع، ولكن بشكل عام استمر استخدامها في الانخفاض.  تم استبدال دورهم بقسائم وبرامج مكافآت تقدمها شركات بطاقات الائتمان وبرامج ولاء أخرى مثل بطاقات البقالة «العميل المفضل». خلال التسعينيات وأوائل العقد الأول من القرن الحادي والعشرين، توقفت غالبية شركات الطوابع التجارية المتبقية عن العمل أو تم تحويلها إلى تنسيق عبر الإنترنت.   في عام 2008، تم إغلاق آخر شركة طوابع تجارية تعمل في الولايات المتحدة، ايجل للطوابع.

## طوابع التجارة الدولية

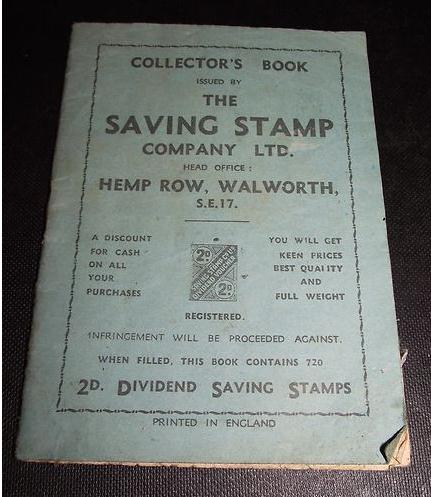
دفتر جمع الطوابع التجارية البريطانية من منتصف القرن العشرين.

### كندا
بدأ استخدام الطوابع التجارية في كندا حوالي عام 1900 ولكن تم حظر استخدامها من قبل الحكومة الكندية في عام 1905. في عام 1959، قدمت سلسلة البقالة لوبلاوس برنامج لاكي قرين للطوابع وبدأ برنامج طوابع تجارية من قبل متجر في وينيبيغ. على الرغم من مواجهة تحديات قانونية، فقد تم تأييد استخدام الطوابع التجارية في هذه الحالات على أنها قانونية لأنها لا تستوفي تعريف طوابع التجارة في القانون الجنائي الكندي. تم حذف أحكام القانون الجنائي ضد تجارة الطوابع، من بين أحكام أخرى عفا عليها الزمن، من خلال مشروع القانون C-51 في عام 2018 خلال الدورة الثانية والأربعين للبرلمان الكندي

### المملكة المتحدة
بحلول الستينيات من القرن الماضي، انتشر استخدام الطوابع التجارية إلى المملكة المتحدة. أسس رجل الأعمال ريتشارد تومبكينز قرين شيلد للطوابع في المملكة المتحدة. على الرغم من أنها تستند إلى نموذج مشابه، إلا أنها كانت مستقلة عن اس اند اتش قرين للطوابع ولكنها تحمل علامة تجارية مماثلة. بدأت شركة تومبكينز في بيع الطوابع لمحطات التعبئة، وتجار التجزئة الصغار، ووقعت على سلسلة سوبر ماركت تيسكو في امتياز قرين شيلد للطوابع في عام 1963. بدأت شركة اس اند اتش بتقديم طوابعها في المملكة المتحدة أيضًا ولكن تغير لونها إلى اللون الوردي. عام 1965، كانت الحركة التعاونية البريطانية تقدم طوابع تجارية كوسيلة جديدة لتخصيص أرباح المحسوبية لأعضائها من المستهلكين.